# Eishockey-Weltmeisterschaft der U20-Junioren 2021
Die Eishockey-Weltmeisterschaft der U20-Junioren 2021 der Internationalen Eishockey-Föderation (IIHF) waren die Eishockey-Weltmeisterschaften des Jahres 2020 in der Altersklasse der Unter-Zwanzigjährigen (U20). Ursprünglich sollten an den sechs Turnieren der vier Divisionen 42 Nationalmannschaften teilnehmen, jedoch wurden die Turniere der Divisionen I bis III aufgrund der anhaltenden COVID-19-Pandemie abgesagt. Demzufolge spielte nur die Top-Division den Weltmeistertitel aus, während es keine Auf- oder Absteiger zwischen den Divisionen gab.
Das Turnier der Top-Division fand vom 25. Dezember 2020 bis zum 5. Januar 2021 im kanadischen Edmonton vor leeren Rängen statt, wobei auf den ursprünglich geplanten zweiten Austragungsort Red Deer verzichtet wurde. Die Vereinigten Staaten gewannen durch einen 2:0-Erfolg im Endspiel über die kanadische Auswahl ihren fünften Weltmeistertitel. Finnland gewann die Bronzemedaille, während die deutsche Mannschaft den sechsten Platz belegte, was das beste Ergebnis seit 1981 darstellte. Die Schweiz beendete das Turnier auf dem neunten Platz, Österreich auf dem zehnten.

## Teilnehmer, Austragungsorte und -zeiträume
- Top-Division: 25. Dezember 2020 bis 5. Januar 2021 in Edmonton, Alberta, Kanada
Teilnehmer:  Deutschland,  Finnland,  Kanada (Gastgeber; Titelverteidiger),  Österreich (Aufsteiger),  Russland,  Schweden,  Schweiz,  Slowakei,  Tschechien,  USA

### Abgesagte Turniere
- Division I
  - Gruppe A: 8. bis 14. Februar 2021 in Hørsholm, Dänemark
Teilnehmer:  Belarus,  Dänemark,  Kasachstan (Absteiger),  Lettland,  Norwegen,  Ungarn (Aufsteiger)
  - Gruppe B: 10. bis 17. Februar 2021 in Tallinn, Estland
Teilnehmer:  Estland,  Frankreich,  Japan (Aufsteiger),  Polen,  Slowenien (Absteiger),  Ukraine

- Division II
  - Gruppe A: 8. bis 14. Februar 2021 in Brașov, Rumänien
Teilnehmer:  Großbritannien,  Italien (Absteiger),  Litauen,  Rumänien,  Spanien,  Südkorea (Aufsteiger)
  - Gruppe B: 8. bis 14. Februar 2021 in Belgrad, Serbien
Teilnehmer:  Belgien,  Volksrepublik China,  Island (Aufsteiger),  Kroatien,  Niederlande,  Serbien (Absteiger)

- Division III: 8. bis 14. Februar 2021 in Mexiko-Stadt, Mexiko
  - Gruppe A:
Teilnehmer:   Australien (zog bereits im August 2020 zurück)[3],  Israel (Absteiger),  Mexiko,  Türkei
  - Gruppe B
Teilnehmer:  Bulgarien,  Republik China (Taiwan),  Neuseeland (zog bereits im Juli 2020 zurück)[4],  Südafrika

## Top-Division
Die Top-Division dieser U20-Weltmeisterschaft wurde vom 25. Dezember 2020 bis zum 5. Januar 2021 im Rogers Place von Edmonton ausgetragen. Am Turnier nahmen zehn Nationalmannschaften teil, die in der Vorrunde in zwei Gruppen zu je fünf Teams spielten. Dabei setzten sich die beiden Gruppen entsprechend der Platzierungen der Mannschaften bei der Weltmeisterschaft 2020 nach folgendem Schlüssel zusammen:
| Gruppe A        | Gruppe B        |
| --------------- | --------------- |
| Kanada (1)      | Russland (2)    |
| Finnland (4)    | Schweden (3)    |
| Schweiz (5)     | USA (6)         |
| Slowakei (8)    | Tschechien (7)  |
| Deutschland (9) | Österreich (10) |

Die U20-Auswahl der Vereinigten Staaten besiegte Kanada mit 2:0 im Finale des Turniers und gewann damit ihren fünften U20-Weltmeistertitel. Es war der erste Titelgewinn der US-Amerikaner seit dem Jahr 2017. Für Kanada blieb als Titelverteidiger lediglich der zweite Platz. Die finnische Mannschaft gewann das Spiel um den dritten Platz gegen Russland mit 4:1. Aufgrund des Ausfalls der unteren Divisionen gab es keinen Absteiger.

### Modus
Nach den Gruppenspielen der Vorrunde qualifizierten sich die ersten vier Teams jeder Gruppe für das Viertelfinale. Die Fünftplatzierten trugen in diesem Jahr keine Abstiegsrunde gegeneinander aus. Ab dem Viertelfinale wurde im K.-o.-System gespielt, wobei nach dem Viertelfinale wie im Vorjahr eingeführt noch einmal neu gesetzt wurde.

### Austragungsorte
| \| Edmonton \|                  |
| Austragungsort der Top-Division |
| Edmonton                        |

| Edmonton |

### Vorrunde

#### Gruppe A
| 25. Dezember 2020 12:00 Uhr (Ortszeit) | 25. Dezember 2020 20:00 Uhr (MEZ) | Schweiz | 0:1 (0:0, 0:0, 0:1) Spielbericht | Slowakei R. Faith (54:17) | Rogers Place, Edmonton |

| 25. Dezember 2020 16:00 Uhr | 26. Dezember 2020 0:00 Uhr | Deutschland S. Dubé (25:34) T. Stützle (30:35) F. Elias (48:13) | 3:5 (0:2, 2:3, 1:0) Spielbericht | Finnland A. Lundell (3:38) A. Räty (19:48) M. Pyyhtiä (21:39) T. Niemelä (31:53) H. Nikkanen (33:51) | Rogers Place, Edmonton |

| 26. Dezember 2020 16:00 Uhr | 27. Dezember 2020 0:00 Uhr | Deutschland J.-J. Peterka (13:12) F. Elias (59:42) | 2:16 (1:4, 0:7, 1:5) Spielbericht | Kanada K. Guhle (1:54) D. Mercer (7:27) P. Tomasino (14:20) P. Krebs (19:58) D. Mercer (22:40) R. Suzuki (25:36) A. Newhook (26:40) A. Newhook (30:59) P. Tomasino (33:01) D. Cozens (38:14) P. Krebs (39:51) D. Cozens (40:37) D. Cozens (44:33) J. Pelletier (45:02) T. Harley (46:24) C. McMichael (48:38) | Rogers Place, Edmonton |

| 27. Dezember 2020 12:00 Uhr | 27. Dezember 2020 20:00 Uhr | Finnland A. Lundell (4:20) J. Pärssinen (24:53) A. Räty (50:41) K. Simontaival (56:49) | 4:1 (1:1, 1:0, 2:0) Spielbericht | Schweiz A. Biasca (3:44) | Rogers Place, Edmonton |

| 27. Dezember 2020 16:00 Uhr | 28. Dezember 2020 0:00 Uhr | Slowakei M. Chromiak (58:36) | 1:3 (0:1, 0:0, 1:2) Spielbericht | Kanada J. Spence (4:08) P. Tomasino (56:25) J. Quinn (59:47) | Rogers Place, Edmonton |

| 28. Dezember 2020 19:30 Uhr | 28. Dezember 2020 3:30 Uhr | Slowakei M. Mrázik (10:07) O. Myklukha (23:10) M. Mrázik (34:41) | 3:4 n. V. (1:1, 2:2, 0:0, 0:1) Spielbericht | Deutschland T. Stützle (5:39) T. Stützle (28:13) F. Elias (39:14) M. Zimmermann (64:01) | Rogers Place, Edmonton |

| 29. Dezember 2020 16:00 Uhr | 30. Dezember 2020 0:00 Uhr | Kanada P. Tomasino (1:30) D. Cozens (21:40) J. Pelletier (28:02) R. Suzuki (33:44) C. McMichael (37:53) Q. Byfield (45:16) Q. Byfield (48:07) C. Perfetti (49:09) K. Guhle (53:28) J. Pelletier (55:35) | 10:0 (1:0, 4:0, 5:0) Spielbericht | Schweiz | Rogers Place, Edmonton |

| 30. Dezember 2020 12:00 Uhr | 30. Dezember 2020 20:00 Uhr | Finnland A. Lundell (8:57) T. Niemilä (26:09) K. Simontaival (28:35) S. Hatakka (46:10) S. Helenius (47:27) S. Helenius (53:49) | 6:0 (1:0, 2:0, 3:0) Spielbericht | Slowakei | Rogers Place, Edmonton |

| 30. Dezember 2020 16:00 Uhr | 31. Dezember 2020 0:00 Uhr | Schweiz N. Delémont (49:59) R. Dähler (50:55) N. Meier (58:14) S. Knak (59:36) | 4:5 (0:3, 0:1, 4:1) Spielbericht | Deutschland J.-J. Peterka (4:38) T. Stützle (9:08) J.-J. Peterka (17:16) T. Stützle (33:19) J.-J. Peterka (57:39) | Rogers Place, Edmonton |

| 31. Dezember 2020 16:00 Uhr | 1. Januar 2021 0:00 Uhr | Kanada D. Cozens (3:49) D. Holloway (26:54) P. Krebs (32:58) D. Cozens (58:43) | 4:1 (1:0, 2:0, 1:1) Spielbericht | Finnland B. Lambert (45:05) | Rogers Place, Edmonton |

| Pl. |             | Sp | S | OTS | OTN | N | Tore  | Punkte |
| 1.  | Kanada      | 4  | 4 | 0   | 0   | 0 | 33:04 | 12     |
| 2.  | Finnland    | 4  | 3 | 0   | 0   | 1 | 16:08 | 9      |
| 3.  | Deutschland | 4  | 1 | 1   | 0   | 2 | 14:28 | 5      |
| 4.  | Slowakei    | 4  | 1 | 0   | 1   | 2 | 05:13 | 4      |
| 5.  | Schweiz     | 4  | 0 | 0   | 0   | 4 | 05:20 | 0      |

Abkürzungen: Pl. = Platz, Sp = Spiele, S = Siege, OTS = Siege nach Verlängerung (Overtime) oder Penaltyschießen, OTN = Niederlagen nach Verlängerung oder Penaltyschießen, N = Niederlagen
Erläuterungen: Viertelfinalqualifikant

#### Gruppe B
| 25. Dezember 2020 19:30 Uhr (Ortszeit) | 26. Dezember 2020 3:30 Uhr (MEZ) | Russland W. Ponomarew (8:07) S. Bardakow (23:12) W. Ponomarew (31:08) I. Safonow (32:15) J. Tschinachow (59:39) | 5:3 (1:1, 3:0, 1:2) Spielbericht | USA C. York (14:01) J. Farinacci (49:57) T. Zegras (57:42) | Rogers Place, Edmonton |

| 26. Dezember 2020 12:00 Uhr | 26. Dezember 2020 20:00 Uhr | Schweden A. Costmar (10:46) A. Sundsvik (29:08) E. Heineman (31:55) T. Niederbach (36:05) E. Söderblom (45:04) O. Bjerselius (52:22) N. Gunler (57:37) | 7:1 (1:1, 3:0, 3:0) Spielbericht | Tschechien J. Myšák (10:14) | Rogers Place, Edmonton |

| 26. Dezember 2020 19:30 Uhr | 27. Dezember 2020 3:30 Uhr | USA D. Helleson (15:31) T. Zegras (24:35) J. Farinacci (25:03) B. Brisson (28:05) T. Zegras (31:59) M. Boldy (34:15) M. Boldy (38:24) B. Berard (42:25) B. Brisson (43:07) M. Boldy (45:52) S. Colangelo (49:45) | 11:0 (1:0, 6:0, 4:0) Spielbericht | Österreich | Rogers Place, Edmonton |

| 27. Dezember 2020 19:30 Uhr | 28. Dezember 2020 3:30 Uhr | Tschechien F. Koffer (36:38) M. Lang (45:07) | 2:0 (0:0, 1:0, 1:0) Spielbericht | Russland | Rogers Place, Edmonton |

| 28. Dezember 2020 16:00 Uhr | 29. Dezember 2020 0:00 Uhr | Österreich | 0:4 (0:1, 0:2, 0:1) Spielbericht | Schweden N. Gunler (17:45) T. Niederbach (24:36) N. Gunler (30:57) L. Raymond (52:37) | Rogers Place, Edmonton |

| 29. Dezember 2020 12:00 Uhr | 29. Dezember 2020 20:00 Uhr | USA B. Brink (25:33) T. Zegras (33:30) B. Brink (35:56) T. Zegras (46:03) A. Kaliyev (48:18) C. Caulfield (50:22) M. Boldy (51:22) | 7:0 (0:0, 3:0, 4:0) Spielbericht | Tschechien | Rogers Place, Edmonton |

| 29. Dezember 2020 19:30 Uhr | 30. Dezember 2020 3:30 Uhr | Österreich S. Peeters (27:38) | 1:7 (0:4, 1:0, 0:3) Spielbericht | Russland R. Amirow (4:04) W. Podkolsin (6:11) W. Podkolsin (13:44) M. Chusnutdinow (16:19) A. Knjasew (41:46) J. Afanassjew (57:44) A. Grizjuk (58:29) | Rogers Place, Edmonton |

| 30. Dezember 2020 19:30 Uhr | 31. Dezember 2020 3:30 Uhr | Russland J. Afanassjew (7:28) R. Amirow (19:14) K. Kirsanow (49:46) M. Chusnutdinow (64:54) | 4:3 n. V. (2:1, 0:1, 1:1, 1:0) Spielbericht | Schweden A. Costmar (14:33) A. Holtz (35:59) N. Gunler (59:00) | Rogers Place, Edmonton |

| 31. Dezember 2020 12:00 Uhr | 31. Dezember 2020 20:00 Uhr | Tschechien Š. Kubíček (26:21) M. Lang (32:05) M. Lang (38:11) F. Prikryl (39:27) P. Novák (41:39) D. Jiříček (56:45) J. Myšák (59:34) | 7:0 (0:0, 4:0, 3:0) Spielbericht | Österreich | Rogers Place, Edmonton |

| 31. Dezember 2020 19:30 Uhr | 1. Januar 2021 3:30 Uhr | Schweden | 0:4 (0:2, 0:2, 0:0) Spielbericht | USA D. Helleson (1:09) T. Zegras (3:58) R. Johnson (22:00) A. Turcotte (23:55) | Rogers Place, Edmonton |

| Pl. |            | Sp | S | OTS | OTN | N | Tore  | Punkte |
| 1.  | USA        | 4  | 3 | 0   | 0   | 1 | 25:05 | 9      |
| 2.  | Russland   | 4  | 2 | 1   | 0   | 1 | 16:09 | 8      |
| 3.  | Schweden   | 4  | 2 | 0   | 1   | 1 | 14:09 | 7      |
| 4.  | Tschechien | 4  | 2 | 0   | 0   | 2 | 10:14 | 6      |
| 5.  | Österreich | 4  | 0 | 0   | 0   | 4 | 01:29 | 0      |

Abkürzungen: Pl. = Platz, Sp = Spiele, S = Siege, OTS = Siege nach Verlängerung (Overtime) oder Penaltyschießen, OTN = Niederlagen nach Verlängerung oder Penaltyschießen, N = Niederlagen

Erläuterungen: Viertelfinalqualifikant

### Finalrunde
Wie im Vorjahr eingeführt wird nach dem Viertelfinale noch einmal neu gesetzt, nach diesen, bei Gleichheit nacheinander angewandten Kriterien: Position in der Gruppe, Punkte, Tordifferenz, erzielte Tore, Position in der Setzliste zu Beginn des Turniers. Nach dem üblichen Prinzip „Bester gegen Schlechtester“ ergaben sich somit die Halbfinalpaarungen Kanada (12 Punkte) gegen Russland (8 Punkte) und USA (9 Punkte) gegen Finnland (9 Punkte).
|  | Viertelfinale                                          | Viertelfinale | Viertelfinale |    | Halbfinale | Halbfinale | Halbfinale       |          |   | Finale | Finale | Finale |
|  |                                                        |               |               |    |            |            |                  |          |   |        |        |        |
|  | A1                                                     | Kanada        | 3             |    |            |            |                  |          |   |        |        |        |
|  | B4                                                     | Tschechien    | 0             |    |            |            |                  |          |   |        |        |        |
|  | B4                                                     | Tschechien    | 0             | A1 | Kanada     | 5          |                  |          |   |        |        |        |
|  |                                                        |               |               | A1 | Kanada     | 5          |                  |          |   |        |        |        |
|  | B2                                                     | Russland      | 0             |    |            |            |                  |          |   |        |        |        |
|  | B2                                                     | Russland      | 0             | B2 | Russland   | 2          |                  |          |   |        |        |        |
|  |                                                        |               |               | B2 | Russland   | 2          |                  |          |   |        |        |        |
|  | A3                                                     | Deutschland   | 1             |    |            |            |                  |          |   |        |        |        |
|  | A3                                                     | Deutschland   | 1             | A1 | Kanada     | 0          |                  |          |   |        |        |        |
|  | (Die Teams werden nach dem Viertelfinale neu gesetzt.) |               |               | A1 | Kanada     | 0          |                  |          |   |        |        |        |
|  |                                                        | B1            | USA           | 2  |            |            |                  |          |   |        |        |        |
|  | B1                                                     | B1            | USA           | 2  | USA        | 5          |                  |          |   |        |        |        |
|  | B1                                                     |               |               |    | USA        | 5          |                  |          |   |        |        |        |
|  | A4                                                     | Slowakei      | 2             |    |            |            |                  |          |   |        |        |        |
|  | A4                                                     | Slowakei      | 2             | B1 | USA        | 4          |                  |          |   |        |        |        |
|  |                                                        |               |               | B1 | USA        | 4          | Spiel um Platz 3 |          |   |        |        |        |
|  | A2                                                     | Finnland      | 3             |    |            |            |                  |          |   |        |        |        |
|  | A2                                                     | Finnland      | 3             | A2 | Finnland   | 3          | A2               | Finnland | 4 |        |        |        |
|  |                                                        |               |               | A2 | Finnland   | 3          | A2               | Finnland | 4 |        |        |        |
|  | B3                                                     | Schweden      | 2             | B2 | Russland   | 1          |                  |          |   |        |        |        |

#### Viertelfinale
| 2. Januar 2021 10:00 Uhr (Ortszeit) | 2. Januar 2021 18:00 Uhr (MEZ) | Russland W. Ponomarew (9:06) D. Baschkirow (28:27) | 2:1 (1:0, 1:0, 0:1) Spielbericht | Deutschland F. Elias (43:24) | Rogers Place, Edmonton |

| 2. Januar 2021 13:30 Uhr | 2. Januar 2021 21:30 Uhr | Finnland H. Nikkanen (25:32) A. Lundell (51:04) R. Hirvonen (59:35) | 3:2 (0:2, 1:0, 2:0) Spielbericht | Schweden L. Raymond (14:28) E. Söderblom (16:05) | Rogers Place, Edmonton |

| 2. Januar 2021 17:00 Uhr | 3. Januar 2021 1:00 Uhr | Kanada D. Cozens (8:22) B. Byram (11:39) C. McMichael (57:11) | 3:0 (2:0, 0:0, 1:0) Spielbericht | Tschechien | Rogers Place, Edmonton |

| 2. Januar 2021 20:30 Uhr | 3. Januar 2021 4:30 Uhr | USA A. Kaliyev (10:44) J. Farinacci (31:55) C. Caufield (36:53) J. Farinacci (55:46) M. Beniers (58:36) | 5:2 (1:0, 2:1, 2:1) Spielbericht | Slowakei M. Kašlík (38:32) D. Sojka (49:50) | Rogers Place, Edmonton |

#### Halbfinale
| 4. Januar 2021 16:00 Uhr | 5. Januar 2021 0:00 Uhr | Kanada A. Newhook (0:59) C. McMichael (10:33) C. Perfetti (15:05) B. Schneider (24:09) D. Cozens (58:31) | 5:0 (3:0, 1:0, 1:0) Spielbericht | Russland | Rogers Place, Edmonton |

| 4. Januar 2021 19:30 Uhr | 5. Januar 2021 3:30 Uhr | USA A. Turcotte (12:39) J. Farinacci (35:53) M. Boldy (37:00) A. Kaliyev (58:44) | 4:3 (1:1, 2:0, 1:2) Spielbericht | Finnland K. Simontaival (14:06) K. Simontaival (51:38) R. Hirvonen (56:17) | Rogers Place, Edmonton |

#### Spiel um Platz 3
| 5. Januar 2021 15:30 Uhr | 5. Januar 2021 23:30 Uhr | Finnland A. Lundell (25:05) M. Petman (41:13) A. Lundell (58:32) J. Pärssinen (59:47) | 4:1 (0:1, 1:0, 3:0) Spielbericht | Russland I. Safonow (6:03) | Rogers Place, Edmonton |

#### Finale
| 5. Januar 2021 19:30 Uhr | 6. Januar 2021 3:30 Uhr | Kanada | 0:2 (0:1, 0:1, 0:0) Spielbericht | USA A. Turcotte (13:25) T. Zegras (20:32) | Rogers Place, Edmonton |

### Statistik

#### Beste Scorer
Abkürzungen: Sp = Spiele, T = Tore, V = Assists, Pkt = Punkte, +/− = Plus/Minus, SM = Strafminuten; Fett: Turnierbestwert
| Spieler            | Team        | Sp | T | V  | Pkt | +/− | SM |
| ------------------ | ----------- | -- | - | -- | --- | --- | -- |
| Trevor Zegras      | USA         | 7  | 7 | 11 | 18  | +9  | 0  |
| Dylan Cozens       | Kanada      | 7  | 8 | 8  | 16  | +11 | 6  |
| Anton Lundell      | Finnland    | 7  | 6 | 4  | 10  | +7  | 4  |
| Tim Stützle        | Deutschland | 5  | 5 | 5  | 10  | −4  | 8  |
| John-Jason Peterka | Deutschland | 5  | 4 | 6  | 10  | −5  | 2  |
| Florian Elias      | Deutschland | 5  | 4 | 5  | 9   | −2  | 4  |
| Connor McMichael   | Kanada      | 7  | 4 | 4  | 8   | +8  | 4  |
| Alex Turcotte      | USA         | 7  | 3 | 5  | 8   | +8  | 2  |
| Arthur Kaliyev     | USA         | 7  | 3 | 5  | 8   | +9  | 4  |
| Peyton Krebs       | Kanada      | 7  | 3 | 5  | 8   | +8  | 4  |

#### Beste Torhüter
Abkürzungen: Sp = Spiele, Min = Eiszeit (in Minuten), SaT = Schüsse aufs Tor, GT = Gegentore, Sv% = gehaltene Schüsse (in %), GTS = Gegentorschnitt, SO = Shutouts; Fett: Turnierbestwert
Erfasst werden nur Torhüter, die mindestens 40 % der Gesamtspielzeit eines Teams absolviert haben. Sortiert nach Fangquote (Sv%).
| Spieler          | Team     | Sp | Min    | SaT | GT | SO | Sv%   | GTS  |
| ---------------- | -------- | -- | ------ | --- | -- | -- | ----- | ---- |
| Devon Levi       | Kanada   | 7  | 398:07 | 139 | 5  | 3  | 96,40 | 0,75 |
| Spencer Knight   | USA      | 7  | 332:15 | 149 | 9  | 3  | 93,96 | 1,63 |
| Simon Latkoczy   | Slowakei | 5  | 183:54 | 102 | 8  | 1  | 92.16 | 2,61 |
| Kari Piiroinen   | Finnland | 7  | 357:57 | 152 | 13 | 1  | 91,45 | 2,16 |
| Jaroslaw Askarow | Russland | 7  | 360:11 | 174 | 15 | 0  | 91,38 | 2,50 |

### Abschlussplatzierungen
| Pl. | Team        |
| --- | ----------- |
| 1   | USA         |
| 2   | Kanada      |
| 3   | Finnland    |
| 4   | Russland    |
| 5   | Schweden    |
| 6   | Deutschland |
| 7   | Tschechien  |
| 8   | Slowakei    |
| 9   | Schweiz     |
| 10  | Österreich  |

### Kader der Medaillengewinner
| Weltmeister USA | Matty Beniers, Brett Berard, Matthew Boldy, Bobby Brink, Brendan Brisson, Cole Caufield, Sam Colangelo, Brock Faber, John Farinacci, Drew Helleson, Ryan Johnson, Arthur Kaliyev, Tyler Kleven, Spencer Knight, Jackson LaCombe, Patrick Moynihan, Jake Sanderson, Hunter Skinner, Landon Slaggert, Logan Stein, Henry Thrun, Alex Turcotte, Dustin Wolf, Cam York, Trevor Zegras Cheftrainer: Nate Leaman |

| Silber Kanada | Justin Barron, Quinton Byfield, Bowen Byram, Dylan Cozens, Jamie Drysdale, Dylan Garand, Taylor Gauthier, Kaiden Guhle, Thomas Harley, Dylan Holloway, Kaedan Korczak, Peyton Krebs, Devon Levi, Connor McMichael, Dawson Mercer, Alex Newhook, Jakob Pelletier, Cole Perfetti, Jack Quinn, Braden Schneider, Jordan Spence, Ryan Suzuki, Philip Tomasino, Connor Zary Cheftrainer: André Tourigny |

| Bronze Finnland | Joel Blomqvist, Santeri Hatakka, Ville Heinola, Samuel Helenius, Roni Hirvonen, Roby Järventie, Mikko Kokkonen, Benjamin Korhonen, Brad Lambert, Anton Lundell, Matias Mäntykivi, Topi Niemelä, Henri Nikkanen, Juuso Pärssinen, Mikko Petman, Kari Piiroinen, Petteri Puhakka, Kasper Puutio, Mikael Pyyhtiä, Ruben Rafkin, Matias Rajaniemi, Aku Räty, Kasper Simontaival, Roope Taponen, Eemil Viro Cheftrainer: Antti Pennanen |

### Auszeichnungen
Spielertrophäen
| Auszeichnung         | Spieler       | Team        |
| -------------------- | ------------- | ----------- |
| Wertvollster Spieler | Trevor Zegras | USA         |
| Bester Torhüter      | Devon Levi    | Kanada      |
| Bester Verteidiger   | Topi Niemelä  | Finnland    |
| Bester Stürmer       | Tim Stützle   | Deutschland |

All-Star-Team
| Angriff:      | Dylan Cozens – Tim Stützle – Trevor Zegras |
| Verteidigung: | Bowen Byram – Ville Heinola                |
| Tor:          | Devon Levi                                 |